# Der Weekend-Killer
Der Weekend-Killer (Originaltitel: Le tueur du dimanche) ist eine Episode aus der Fernseh-Kriminalreihe Série noire und wurde 1984 von José Giovanni gedreht.

## Handlung
Ein Genfer Serienkiller kündigt bei der Polizei immer wieder seine Morde an. Er hat es auf Frauen der oberen Gesellschaftsschicht abgesehen. Da er seine Morde immer wieder durchführen kann, ist die Polizei hilflos. Aber dank der Hilfe einer Prostituierten schaffen sie es doch, den Mörder zu fassen.

## Kritik
„Stereotyper Kriminalfilm, der sich mit kunstgewerblicher Ästhetisierung interessant zu machen versucht; ein Beitrag aus der Reihe französischer Série Noire"-Adaptionen.“

## Hintergrund
Der Weekend-Killer, welcher in Deutschland auch unter dem Titel Der Wochenend-Killer und Der Sonntagsmörder bekannt ist, wurde als elfte Folge der ersten Staffel ausgestrahlt. Die deutsche Erstausstrahlung war am 2. Dezember 1985 auf RTL plus. Seit Juni 1986 ist der Film auf VHS erhältlich.